# Fédération internationale du béton
Die Fédération internationale du béton (fib, englisch International Federation for Structural Concrete) ist die internationale Gesellschaft für Beton und entstand 1998 aus dem Zusammenschluss des Comité Européen du Béton (CEB) und der internationalen Gesellschaft für Spannbeton Fédération Internationale de la Précontrainte (fip). Sie veranstalten Kongresse und Symposien und geben Berichte und Zeitschriften heraus. Sitz ist an der École polytechnique fédérale de Lausanne.
Die deutsche Vertretung im fib ist der Deutsche Ausschuss für Stahlbeton (DAfStb).

## Geschichte
Die CEB wurde 1953 gegründet auf Initiative französischer Firmen und Institutionen des Bauwesens. Gründer waren André Balency-Béarn in Frankreich, Louis Baes (Belgien), Emile Nennig (Luxemburg), Hubert Rüsch (Deutschland), Eduardo Torroja Miret (Spanien) und Georg Wästlund (Schweden). 1957 erschien ihr erstes Bulletin d’Information (das letzte 1998 als Nr. 243). Ziel war eine Vereinheitlichung der Bestimmungen auf europäischer Ebene in praxistauglicher Form und Vorbereitung einer Normung (was dann mit den Eurocodes erfolgte). Ihre ersten Empfehlungen erschienen 1964. Im Jahr 1968 wurden diese Empfehlungen auch besonders für Entwicklungsländer von der UNESCO übernommen. Ab 1976 hießen sie Comité euro-international du béton. 1978 kam der International System of Unified Standard Codes of Practice for Structure heraus (in einer Zusammenarbeit mit FIP), die später die Basis des Eurocodes im Bereich Beton bildeten. 1980 wechselte das Hauptquartier von Paris nach Genf und 1985 an die EPFL in Lausanne. 1985 erschienen die Empfehlungen für erdbebensicheres Bauen.
Die fip wurde 1952 auf einer internationalen Tagung in Cambridge gegründet. Erster Generaldirektor war 1954 Philip Gooding, Generaldirektor der britischen Cement & Concrete Association (CCA). In den Empfehlungen für Spannbeton arbeiteten sie seit 1962 mit der CEB zusammen. Ab 1967 erschienen die FIP Notes. 1985 wechselten sie zur Institution of Structural Engineers in London.
Sie verleihen die Freyssinet-Medaille.

## Auszeichnungen
Ehrenmitglieder der fip auf Lebenszeit waren:
- 1970 Carlo Cestelli Guidi, Hans Minetti, Philip Gooding, Christen Ostenfeld
- 1974 Alan Harris, Jiri Klimes
- 1978 Karl Kordina, Fernand Dumas
- 1986 William F. G. Crozier, Barry Shacklock
- 1988 Konstantin Michailow
- 1990 Roy E. Rowe, Manfred Stiller
- 1992 Ralph P. Andrew
- 1998 Rafel Pineiro Abril

Ehrenmitglieder auf Lebenszeit des CEB waren:
- 1977 Fritz Leonhardt
- 1979 Nicolas Esquillan
- 1980 Alexei Alexejewitsch Gwosdew
- 1983 Troels Brøndum-Nielsen
- 1988 Yves Saillard
- 1993 Henri Mathieu, Manfred Stiller
- 1997 Giorgio Macchi, Henri Motteu

Ehrenmitglieder auf Lebenszeit der fib sind:
- 2002 Renaud Favre (Schweiz), Ralejs Tepfers (Schweden), Yoshio Ozaka
- 2004 Andrew Beeby, Jean Perchat
- 2006 Luis J. Lima (Argentinien), Manfred Miehlbradt (Deutschland), Zivota Perisc (Serbien)
- 2007 Hubert K. Hilsdorf (Deutschland), Paul Regan
- 2008 Alvaro Carcia Meseguer (Spanien)
- 2009 Hans Rüdiger Tewes (Deutschland)
- 2010 Hans Ulrich Litzner (Deutschland), Jun Yamazaki
- 2012 Andrzej Ajdukiewicz (Polen)
- 2013 James G. Toscas (USA)
- 2014 Fernando Stucchi (Brasilien), Arnold van Acker (Belgien)
- 2015 Steiner Helland (Norwegen), Luc Taerwe (Belgien)
- 2016 John Cairns
- 2017 Ferdinand S. Rostásy (Deutschland), Vyatcheslav R. Falikman (Russland)

Die fip Medaille erhielten:
- 1970 Dudley H. New, Pierre Xercavins, Branko Zezelj
- 1974 Arthur A. Anderson, Shunji Inomata
- 1976 William P. Brown, Armand Gustaferro
- 1978 Jan Bobrowski, Carlos F. Casado, Alexandra B. Druganova, Jean Muller, Hans Wittfoht, Silvano Zorzi
- 1980 Constantin Avram, Olav Olsen
- 1982 Gerrit F. Janssonius, Michel Kavyrchine, Kyoshi Nakano, Sven-Erik Svensson
- 1984 Karl G. Bernander, A. S. G. Bruggeling, Kai Holbek, Konstantin Michailow
- 1986 Chander Alimchandani, Helmut F. Cabjolsky, Jacques Mathivat, Tippur Subba Rao, J. H. van Loenen
- 1988 Carlo Cestelli Guidi, Lubor Janda, Jacob Shimony
- 1990 Helmut Bomhard, John E. Breen, Michel Placidi
- 1991 He Guangquian, Henk J. C. Oud
- 1992 Lajos Garay, Peter Matt, Géza Tassi
- 1993 Shoji Ikeda, Hiroshi Muguruma, Hans Rudolf Müller
- 1994 Norman C. Scott, Arnold van Acker
- 1995 W. G. J. Ryan, Steinar Helland
- 1996 Javier Manterola, Tom W. Kirkbride
- 1997 Charles Liebenberg, Robert Park
- 1998 Mineo Morimoto, Armando Rito, Joost Walraven